# Павловиці (Нижньосілезьке воєводство)
Павловиці (пол. Pawłowice) — село в Польщі, у гміні Зомбковиці-Шльонські Зомбковицького повіту Нижньосілезького воєводства.
Населення — 192 особи (2011).
У 1975-1998 роках село належало до Валбжиського воєводства.

## Демографія
Демографічна структура станом на 31 березня 2011 року:
|          | Загалом | Допрацездатний вік | Працездатний вік | Постпрацездатний вік |
| -------- | ------- | ------------------ | ---------------- | -------------------- |
| Чоловіки | 104     | 19                 | 78               | 7                    |
| Жінки    | 88      | 22                 | 47               | 19                   |
| Разом    | 192     | 41                 | 125              | 26                   |